# Enyalioides heterolepis
Enyalioides heterolepis is een hagedis uit de familie Hoplocercidae. De soort komt voor in Midden- en Zuid-Amerika.

## Voorkomen
Het verspreidingsgebied van Enyalioides heterolepis loopt van westelijk Panama via Colombia tot aan Ecuador. De soort komt voor in regenwouden en plantages van zeeniveau tot 900 meter hoogte. Enyalioides heterolepis komt in Zuid-Amerika voor op de Pacifische flanken van de Andes en het aanliggende laagland. In Panama is Enyalioides heterolepis een wijdverspreide, maar zeldzame soort. Er zijn drie grote populaties: in Darién, de regio van Nationaal Park  Chagres en langs de Golfo de Mosquitos. Daarnaast zijn er geïsoleerde waarnemingen van Enyalioides heterolepis in de kanaalzone en in de provincies Coclé, Veraguas en Bocas del Toro.

## Uiterlijk
Enyalioides heterolepis heeft een kopromplengte van ongeveer 18 cm met een circa 10 cm lange staart.

## Leefwijze
Enyalioides heterolepis is een dagactieve, klimmende hagedis. Het is te vinden op de grond en in lage vegetatie.Enyalioides heterolepis voedt zich met mieren, krekels, kevers en spinnen. De hagedis slaapt op de grond in holen of op boomstammen, boomstronken of palmwortels.